# میراو
میراو (به لاتین: Meirav) یک منطقهٔ مسکونی در اسرائیل است که در Valley of Springs Regional Council واقع شده‌است.